# روزی که او می‌رسد
روزی که او می‌رسد (انگلیسی: The Day He Arrives) فیلمی درام به کارگردانی هونگ سانگ سو محصول سال ۲۰۱۱ است. از بازیگران آن می‌توان به کیم سانگ جونگ اشاره کرد.